# 神戸市立長峰中学校
神戸市立長峰中学校（こうべしりつ ながみねちゅうがっこう）は、兵庫県神戸市灘区にある公立中学校。

## 概要
- 六甲山麓に位置し、通称「長峰坂」と呼ばれる全長約550メートルで急勾配の坂を通学することで有名である。 校舎から望む大阪湾の景色が美しい。

## 校訓
- 「自由と規律」
  - 礼儀作法を身につけよう
  - 授業を大切にしよう
  - 時間を守ろう
  - 物を大切にする習慣を身につけよう
  - 思いやりの心を持とう
  - 健全な体を持とう

## 沿革
- 1947年4月1日 - 千旦通1丁目の旧制灘高等小学校→東灘国民学校高等科の校地にて、『神戸市立花園中学校』として創立[1]
- 1948年4月1日 - 花園中学校から鷹匠中学校が分離独立[2]
- 1961年4月1日 - 烏帽子中学校開校に伴う校区変更を実施
- 1963年4月1日 - 校地を現在地に移転。同時に現校名の『神戸市立長峰中学校』に改称。
- 1963年4月8日 - 移転改称後最初の始業式（但し3年生のみ同年9月まで[3]千旦通の旧校舎[4]で授業実施）
- 1963年11月29日 - 校舎落成式
- 1978年1月29日 - 花園・長峰創立30周年記念式典挙行
- 1990年4月27日 - 育友会をPTAと名称変更
- 1991年3月8日 - 旧カナディアンアカデミーの施設を本校施設として拡充
- 1995年1月17日 - 阪神淡路大震災発生、北体育館に避難所を設置
- 1995年2月6日 - 学校再開
- 1995年8月18日 - 避難所閉鎖
- 1995年10月 - 校舎(本館･東館)の復旧工事完了
- 2007年8月 - 校舎(本館)耐震工事のため第一グラウンドに仮設校舎を建設
- 2007年12月 - 美術部 廃部
- 2009年5月 - 新型インフルエンザによる臨時休校
- 2012年10月 - 50回生 3-4組 女子生徒による葬儀
- 2014年4月 - 教室 エアコン設置工事
- 2020年4月 - 新型コロナウイルス緊急事態宣言による臨時休校
- 2024年6月 - 自販機設置

## 部活動

### 運動部
- 野球部
  - 令和5年　近畿総体4位　兵庫県準優勝　神戸市優勝

- 陸上競技部
  - 2001年 - 100m全国中学記録タイ、全国大会出場 200m/1位･100m/3位
  - 2006年 - 全国大会出場 110mH
- ソフトテニス部
  - 2005年 - 県大会出場(男子)
  - 2012年 - 県大会出場(男子)
  - 2020年_県大会出場(男子)

- 剣道部
  - 2006～2008年 - 県大会出場
  - 2007～2008年 - 四区合同新人剣道大会男子団体戦-優勝
- バスケットボール部
  - 2000年 - 市総体優勝、県総体優勝、近畿大会3位、全国大会出場(男子)
  - 2005年 - 県大会出場(女子)
  - 2008年 - 県大会優勝(男子)
  - 2009年 - 市総体優勝、県総体優勝、近畿大会2位、全国大会出場(男子)
- 女子バレーボール部

### 文化部
- 吹奏楽部
  - 2007年 - 阪神地区大会銀賞
  - 2015年 - アンサンブルコンテスト(クラリネットパート)神戸地区大会金賞
- コーラス部
  - 2002年～2004年、2006年～2007年 - 全日本合唱コンクール全国大会出場 銀賞2回、銅賞3回
- 技術部
- 家庭科部

## 施設
- 校舎(本館･東館)
- 北体育館(旧カナディアンアカデミーより拡充)
- 第1グラウンド
- 第2グラウンド
- 第3グラウンド
- 北グラウンド
- 25m×12mプール
- 農園ファーム

## 教室内
- 本館

校長室
職員室
事務室
管理人室
相談室
家庭科室
調理室
技術室
美術室
放送室
控え室
準備室
多目的室
生徒会室
コンピューター室
図書室
準備室
2年1組〜2年5組
3年1組〜3年5組
なかよし学級
講堂
- 東館

1年1組〜1年5組
第一理科室
第二理科室
第一音楽室
第二音楽室
PTA室

## 事件
2023年、イノシシの頭が北グラウンドに捨てられていた事件が発生した。

## 交通アクセス
- 神戸市バス2系統「護国神社前」下車徒歩6分
- 阪急神戸本線 六甲駅下車徒歩19分
- JR神戸線（東海道本線） 六甲道駅下車徒歩26分

## 通学区域が隣接している学校
- 神戸市立鷹匠中学校
- 神戸市立原田中学校
- 神戸市立上野中学校